# SV Soltau
Der SV Soltau von 1912 e.V. ist ein Sportverein in der niedersächsischen Stadt Soltau.

## Geschichte
Im Spätsommer 1912 gründeten zwölf junge Männer den Soltauer Fußball-Club von 1912. Der Soltauer Unternehmer Willi Röders sen. stellte dem Verein ein Sportgelände nahe seiner Einfrielinger Villa zur Verfügung. Die Wettkampfmöglichkeiten waren in der Anfangszeit sehr eingeschränkt, da im Kreis Soltau nur ein weiterer Verein die noch junge Sportart Fußball ausübte. Alle damaligen Vereinsmitglieder wurden ab 1914 zum Kriegsdienst im Ersten Weltkrieg eingezogen, was zur vorübergehenden Einstellung aller sportlichen Tätigkeiten führte. Aus dem Krieg kamen nur einige wenige Mitglieder, zum Teil schwer verwundet, zurück. 1918 wurde der Sportbetrieb wieder aufgenommen. Insbesondere Wachtruppen des Kriegsgefangenenlagers Soltau bildeten damals das Grundgerüst der Mannschaft.
Ebenfalls 1918 entstand auf dem heutigen SVS-Gelände an der Winsener Straße ein Sportplatz. Am 18. März 1919 vereinigte sich der Fußball-Club mit dem örtlichen Tennis-Club zum Sportverein Soltau von 1912 e. V. Durch die Gründung weiterer Abteilungen wuchs die Mitgliederzahl schnell auf über 500 an. Ende der 1920er-Jahre geriet der Verein aufgrund der Wirtschaftskrise und der damit verbundenen sinkenden Mitgliederzahl in finanzielle Schwierigkeiten, die Tennisabteilung spaltete sich daraufhin wieder ab.
Zum 5. September 1939 ordneten die Nationalsozialisten eine Zwangsfusion des SVS mit dem Stadtrivalen MTV Soltau zum Männer-Turn- und Sportverein von 1864 (MTSV) an. Offiziell bedeutete das die Auflösung des SV Soltau. Auch während des folgenden Zweiten Weltkrieges war der Sportbetrieb stark eingeschränkt. 1945 wurde aus dem MTSV die Neue Turn- und Spielvereinigung (NTSV), aus der sich am 18. Oktober 1947 der SV Soltau wieder herauslöste und die schließlich am 3. Mai 1948 wieder zum MTV Soltau wurde. Vor allem die Nutzungsmöglichkeiten des ehemaligen Sportplatzes waren in der Folgezeit zentraler Punkt zahlreicher Diskussionen mit der englischen Besatzungsmacht. Am 17. Juni 1951 wurde schließlich ein neuer Rasenplatz eingeweiht, die Grundsteinlegung für das Vereinsheim folgte im Oktober. Aufgrund von finanziellen Schwierigkeiten wurde dieses jedoch erst am 13. September 1959 fertig.
1953 war die Fußballmannschaft Gründungsmitglied der drittklassigen Amateurliga Heide. Dort spielte der Klub bis 1959 und nochmals von 1961 bis 1964. Die Vizemeisterschaft in der Saison 1961/62 war der größte Erfolg in dieser Zeit. 1964/65 ging es in der neugegründeten viertklassigen Verbandsliga Ost weiter. Mit nur fünf Punkten folgte jedoch der sofortige Abstieg, 1968/69 ging es noch einmal für eine weitere Saison in die Verbandsliga. In dieser Zeit fanden auch mehrere Testspiele gegen die Bundesligisten Eintracht Braunschweig, Werder Bremen und den Hamburger SV statt. Letztere kamen 1968 mit Uwe Seeler und zogen die Rekordkulisse von 3000 Zuschauen an.
In der Folgezeit wurde der SVS nach unten durchgereicht und landete 1974 gar in der 1. Kreisklasse. Bis in die 1980er Jahre pendelte der Verein zwischen Kreis- und Bezirksebene. Ab Ende der 80er plante der SVS-Manager Jürgen Ehlers mit Hilfe von lokalen Sponsoren den Aufstieg in den bezahlten Fußball, auch der Bau eines repräsentativen Stadions war angedacht. Zunächst ging der Plan auf und schnell ging es von der Kreisliga – beim Kreisliga-Aufstieg 1988 waren ca. 1300 Zuschauer dabei – in die Bezirksoberliga Lüneburg. Nach nur einem Jahr folgte dann 1991/92 auch der Aufstieg in die fünftklassige Landesliga Ost. Dort übernahm in der Saison 1992/93 der frühere Nationalspieler Jimmy Hartwig den Trainerposten, auf dem Platz standen u. a. Ex-Bundesligaspieler Ludger Kanders und Peter Hartwig, der zuvor in der Oberliga spielte. Doch sportlich lief es nicht rund und als im Januar 1993 Manager Ehlers wegen Falschgeldgeschäften verhaftet wurde, war der Durchmarsch gestoppt und der Verein stieg am Saisonende gleich wieder ab.
Günther Schmidt, der die Vereinsführung in der Folge übernahm und zuvor Präsident beim FC Neubrandenburg gewesen ist, gab jedoch noch nicht auf. Er plante die Gründung einer SV Soltau GmbH. Davon sollten 51 Prozent der Anteile an ihn selbst gehen, 10 Prozent beim Verein verbleiben und die restlichen 39 Prozent an weitere Investoren verkauft werden. Bevor es dazu kam, verunglückte Schmidt jedoch bei einem Verkehrsunfall tödlich und der Plan wurde verworfen. 1993/94 verpasste der Verein dann den erneuten Verbandsliga-Aufstieg knapp gegen den Stadtrivalen MTV. Von 1994 bis 1999 spielte man noch einige Jahre in der mittlerweile sechstklassigen Landesliga Lüneburg, im Kader standen dabei die ehemaligen Zweitligaspieler Karl Eggestein und Ralf Krause. Es folgte der Abstieg, der 2001 seinen Tiefpunkt erreichte, als der Verein sich aufgrund von finanziellen Schwierigkeiten freiwillig in die 1. Kreisklasse zurückzog. Mit Ausnahme der Bezirksliga-Jahre 2005 bis 2007 folgten mehrere Saisons auf Kreisebene bis 2013 der erneute Bezirksligaaufstieg gelang.

## Abteilungen
Aktuell werden im SV Soltau die Sportarten Fußball, Badminton, Nordic Walking, Turnen sowie Bob- und Schlittensport angeboten. Letztere wurde 1984 gegründet und ist die derzeit nördlichste Bobabteilung Deutschlands.

## Sportstätten
Der SV Soltau trägt seine Heimspiele im Stadion an der Winsener Straße aus.